# Баркас
Барка́с (Барка́з ) (итал. barcaccia — «большая лодка», нидерл. barkas):

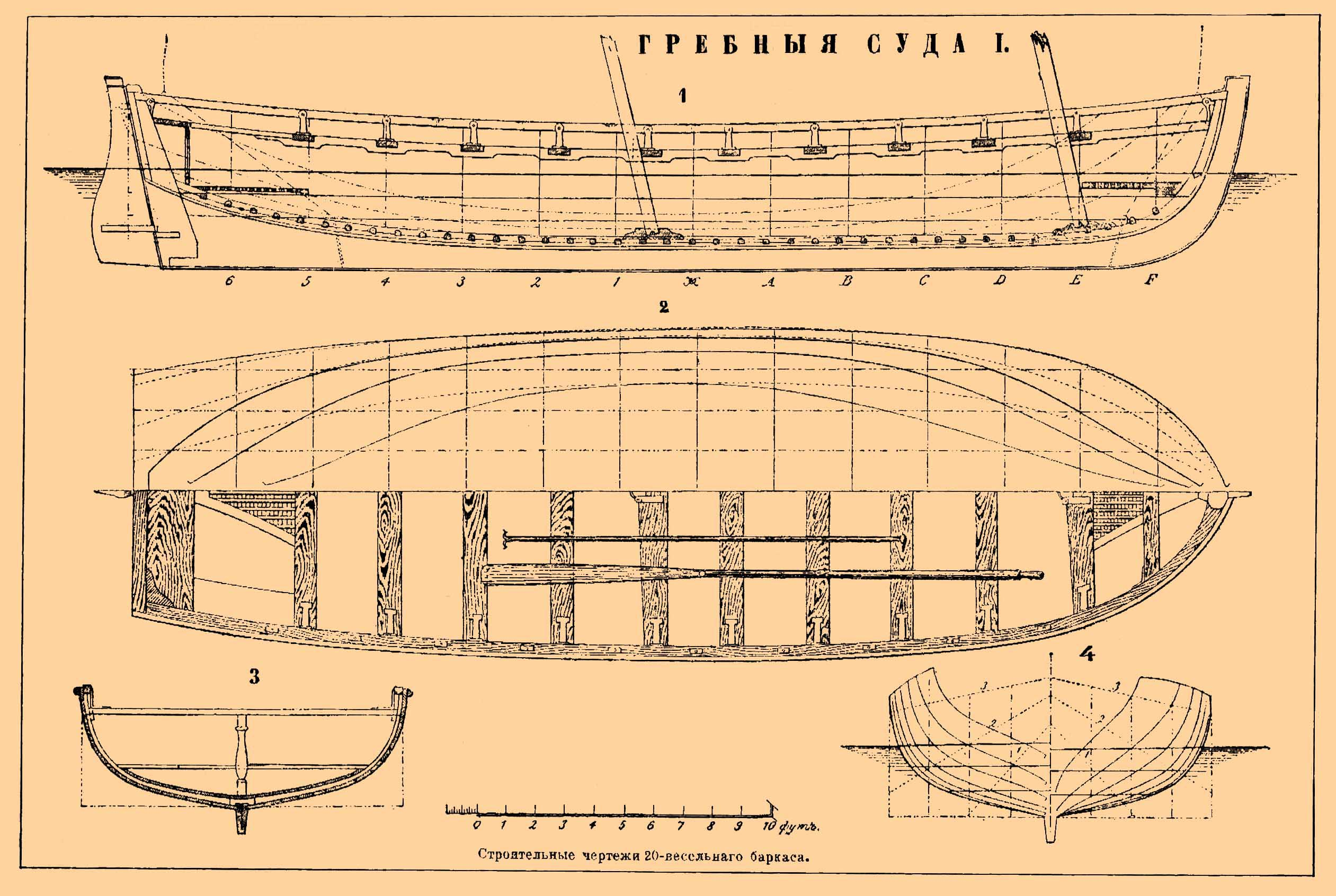
Строительный чертёж 20-вёсельного корабельного баркаса

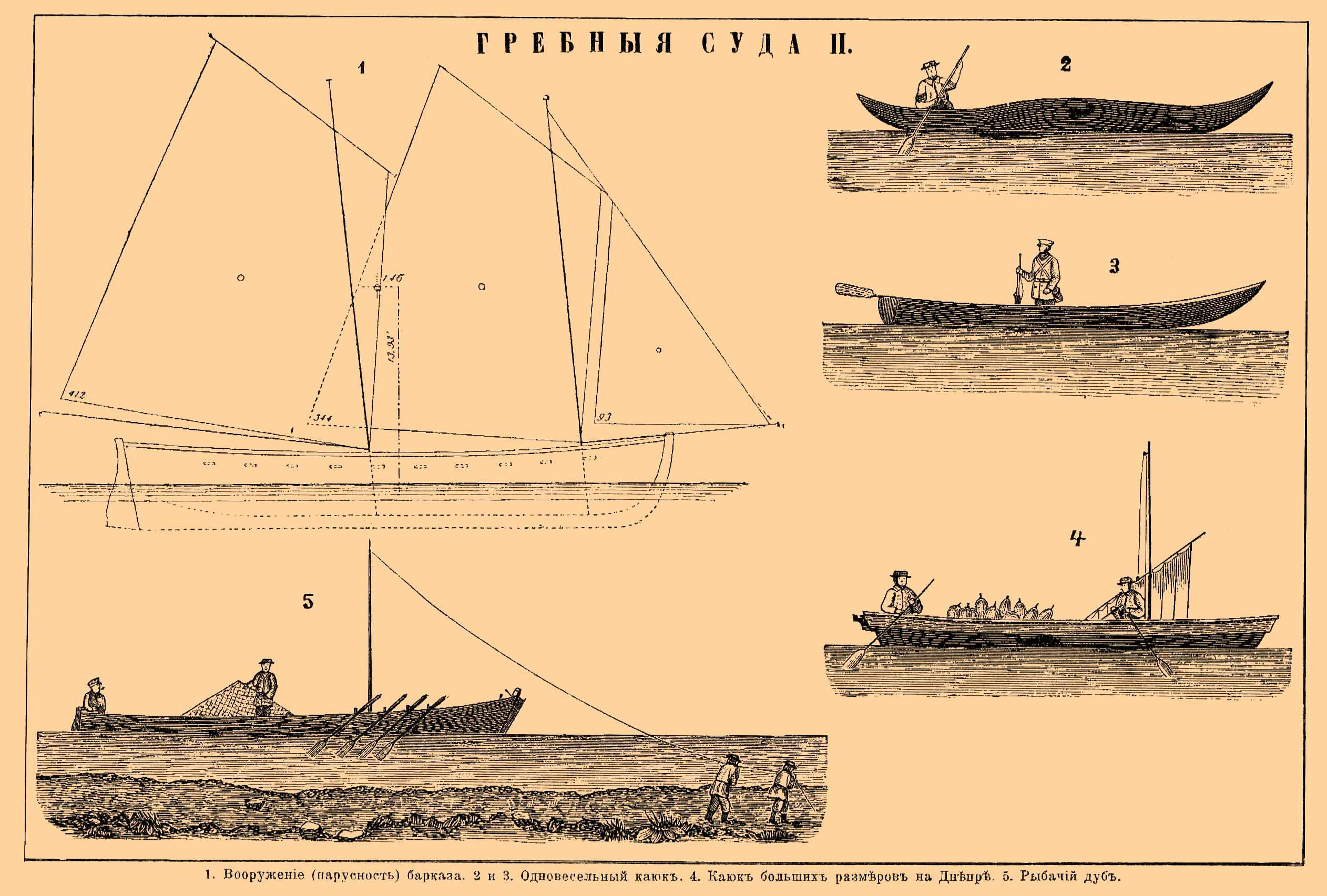
Парусное вооружение баркаса (слева, верхний рисунок)

Паровой баркас «Обручев», Аральская флотилия

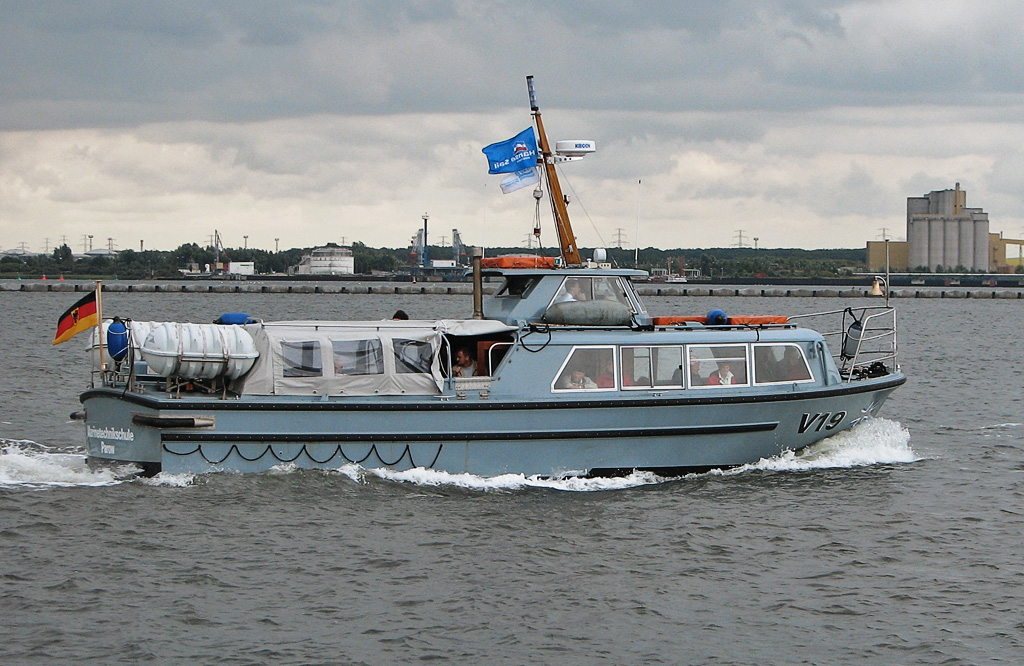
Моторный баркас Военно-морского флота Вооружённых сил ФРГ, 2005 год

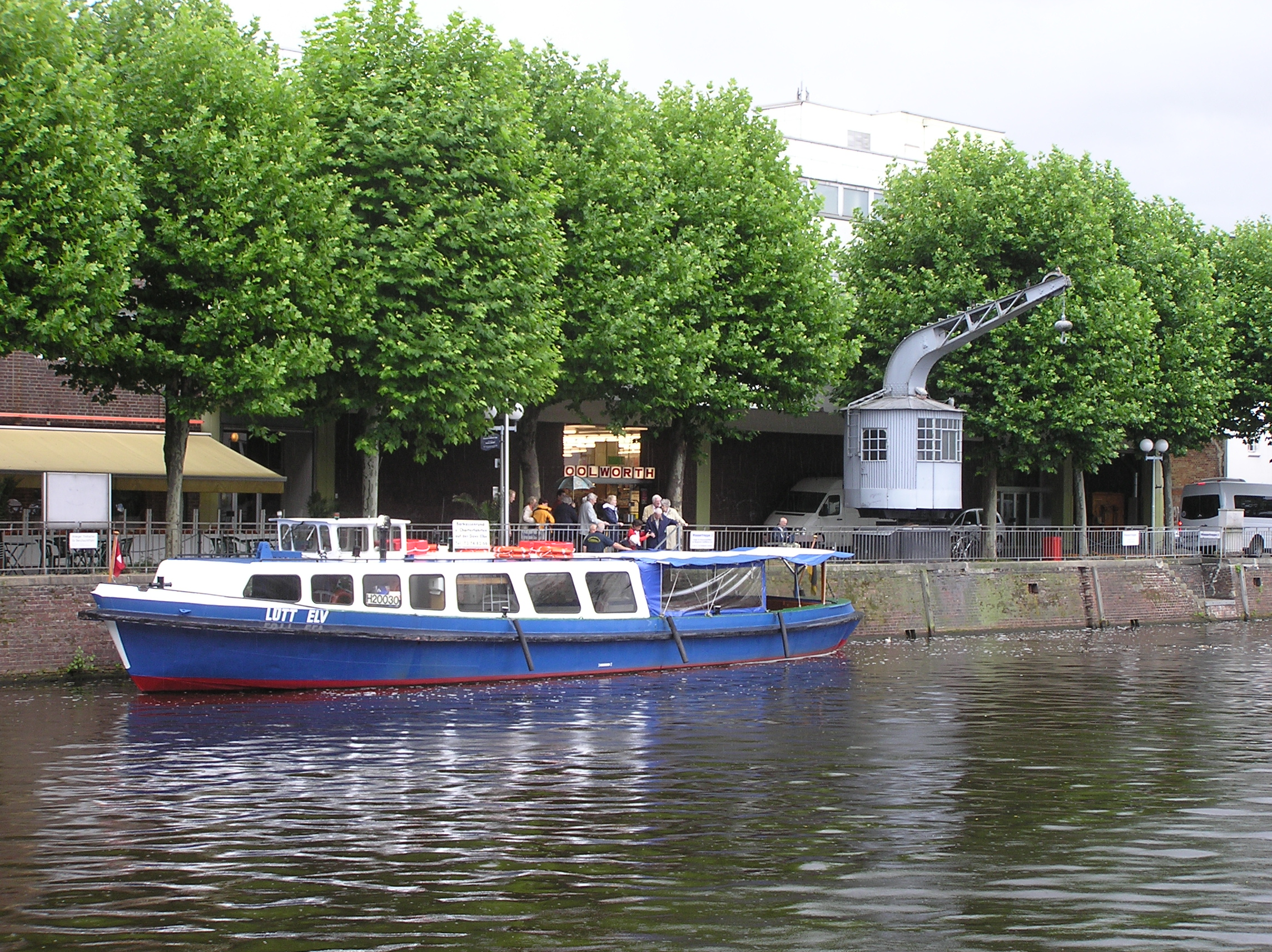
Баркас для перевозки пассажиров

- Большая мореходная 14 — 22-вёсельная или моторизованная шлюпка[4], длиной до 12,2 метра, шириной до 3,66 метра, водоизмещением 4 — 5 тонн с убирающимся бушпритом (для кливера) и двумя мачтами (для фока и грота);
- Самоходное судно небольших размеров, предназначенное для различных перевозок в гаванях и на рейдах.

Ранее после баркаса вторым по величине типом гребной шлюпки на кораблях и судах являлся катер, который отличался от баркаса более лёгкой постройкой и острыми обводами. В конце XIX века, на новейших судах французской и немецкой постройки, барказы делались стальные, оцинкованные, они были легче и вместительнее деревянных, но зато труднее исправлялись.

## История
Во времена парусного судоходства баркас, гребное грузовое судно при кораблях, обычно вместе с пинассом располагали на барринге между фок- и грот-мачтами. Баркасы спускали на воду для завода якоря, перевозки пассажиров (членов экипажа), подвоза питьевой воды, продуктов питания. В конце XIX века баркас и полубаркас (полубарказ), как большие из судовых шлюпок, устанавливали под рострами (запасной рангоут) на шкафуте посередине корабля.
Величина баркаса зависела от величины корабля, где они были размещены, 1 или 2 бывали при каждом военном судне. В зависимости от величины корабля зависело и количество баркасов на нём, так на линкоре «Дредноут» (HMS Dreadnought), в начале его службы, было 2 14-метровых паровых полубаркаса, 1 11-метровый паровой полубаркас, 1 13-метровый гребной баркас. Также существовали и полубаркасы, которые были немного меньше баркасов, и имели 14-18 вёсел. Баркасы на военных судах, когда спущены на воду, обыкновенно стоят на бакштове. Ранее в военном деле России, до создания миноносок, баркасы в составе минных плотов применяли для установки минных заграждений.
В Русском флоте, на конец XIX века, употребляли следующие гребные баркасы и полубаркасы:
- 20-вёсельный баркас;
- 18-вёсельный баркас;
- 16-вёсельный полубаркас;
- 14-вёсельный полубаркас[12].

Баркас упоминают в романе «Тихий Дон» Шолохова как рыболовную лодку донских казаков.

## Виды и типы
На флотах государств мира существуют следующие виды и типы баркасов и полубаркасов:
- Корабельный баркас — большая шлюпка, для корабельных нужд, меньше портового баркаса;
- Портовый баркас[14] — больше корабельных (длиною 100-120 футов), небольшой пароход, для портовых нужд, не имеющие рангоута и служащие большею частью для буксировки портовых судов и барок, а также для посылок;
- Пожарный баркас[9] — портовый баркас имеющий приспособления для тушения пожара, то есть снабжён противопожарными средствами;
- Гребной баркас — имеющий в качестве движителя вёсла[15];
- Парусный баркас — имеющий в качестве движителя паруса[15];
- Паровой баркас — имеющий в качестве двигателя паровую машину[15];
- Моторный (моторизованный) баркас — оснащенный двигателем внутреннего сгорания.